# Clarence Kingsbury
Clarence Brickwood Kingsbury (* 3. November 1882 in Portsmouth; † 4. März 1949 ebenda) war ein britischer Radrennfahrer und zweifacher Olympiasieger.
Bei den Olympischen Sommerspielen 1908 in London gewann er die Goldmedaille über 20 km und schlug dabei seinen Landsmann Benjamin Jones nur um Zentimeter. Mit der britischen Mannschaft siegte er zudem in der Mannschaftsverfolgung.
Er beendete das 5-km-Rennen auf dem fünften Rang und schied über 660 Yards im Halbfinale aus. Im Sprint-Rennen über 1000 m qualifizierte er sich für das Finale. Dort wurde jedoch das Zeitlimit von 105 Sekunden überschritten. Das Rennen wurde daher nicht gewertet und es wurden keine Medaillen vergeben.
Seine beiden Töchter, Leoni und Thelma, wurden die beiden führenden britischen Badminton-Spielerinnen der dreißiger Jahre. Zwischen 1932 und 1938 gewannen sie beide je zwei All-England-Einzeltitel und zusammen insgesamt fünf Doppeltitel. Jedoch spielten sie jeweils mit unterschiedlichen Partnern, da sie nicht gerne zusammen spielten.